# Emiko Miyamoto
Emiko Miyamoto (jap. 宮本恵美子 Miyamoto Emiko; ur. 10 maja 1937, w Japonii, zm. 7 grudnia 2023) - japońska siatkarka, medalistka olimpijska.

## Osiągnięcia reprezentacyjne
- Igrzyska Olimpijskie 1964